# Ablieferungsverzeichnis
Das Ablieferungsverzeichnis ist ein Begriff aus dem Archivwesen. Es handelt sich dabei um eine Auflistung des zur Ablieferung an ein Archiv gelangenden Schriftgutes bzw. der zu übernehmenden Datenträger. Vor dem Computerzeitalter gab es in der Regel Vordrucke für Ablieferungsverzeichnisse: Bereits in der Frühen Neuzeit wurden von einigen Archivaren handschriftliche Ablieferungsverzeichnisse angelegt. Heute werden derartige Verzeichnisse meist mit Hilfe von Datenbank- oder Tabellenprogrammen am Computer erstellt und dienen bis zur Erschließung durch Archivmitarbeiter als vorläufiges Findmittel und als Basis der archivischen Bewertung.
- In Deutschland, in Österreich und in der Schweiz enthält das Ablieferungsverzeichnis in der Regel als minimale Angaben eine laufende Nummer oder im günstigsten Fall die Signatur aus dem zugrunde liegenden Aktenplan, den Aktentitel und die Laufzeit der jeweiligen Archivalien.

- In der DDR gab es Formularvordrucke für Ablieferungsverzeichnisse. Der Vordruck wies in seinen Spalten außer der Zugangsnummer, der laufenden Nummer und der Aktenplannummer, die Angabe des Aktentitels bzw. eine kurze Inhaltsangabe der entsprechenden Akte aus. Ferner gab es Spalten für den zeitlichen Umfang, die Aufbewahrungsfrist und sonstige Vermerke. Das Ablieferungsverzeichnis hatte im Archivwesen der DDR den Status einer Urkunde.